# Lithophane lapidea
Lithophane lapidea är en fjärilsart som beskrevs av Jacob Hübner 1803-1808. Lithophane lapidea ingår i släktet Lithophane och familjen nattflyn. Inga underarter finns listade i Catalogue of Life.